# اداره ملی امنیت هسته‌ای
اداره ملی امنیت هسته‌ای (انگلیسی: National Nuclear Security Administration) یک آژانس فدرال در ایالات متحده آمریکا است، که مسئول حفاظت از امنیت ملی از طریق کاربرد نظامی علوم هسته‌ای می‌باشد. اداره ملی امنیت هسته‌ای، ایمنی، امنیت و اثربخشی ذخایر سلاح‌های هسته‌ای ایالات متحده را حفظ و افزایش می‌دهد، برای کاهش خطر جهانی ناشی از سلاح‌های کشتار جمعی تلاش می‌کند، نیروی محرکه هسته‌ای ایمن و مؤثر را برای نیروی دریایی ایالات متحده آمریکا فراهم می‌کند و به فوریت‌های هسته‌ای و رادیولوژیکی در ایالات متحده و خارج از کشور پاسخ می‌دهد.
اداره ملی امنیت هسته‌ای که در سال ۲۰۰۰ توسط کنگره ایالات متحده تأسیس شد و هم‌اکنون یک آژانس نیمه‌خودمختار در وزارت انرژی ایالات متحده است. بودجه سالیانه اداره ملی امنیت هسته‌ای بیش از ۲۲ میلیارد دلار برآورد می‌شود.